# Gusul
Gusul je u islamu posebno vjersko kupanje. Abdest se naziva i "djelimičnim pranjem", dok se gusul naziva "potpunim pranjem". Propisan je u određenim prilikama spolno zrelim muškarcima i ženama. U određenim slučajevima može se umjesto abdesta ili gusula uzeti tejemum. Gusulom se ispiru usta i grlo vodom, pa nos i zatim cijelo tijelo tako da nigdje suho ne ostane ni koliko se vrhom igle može dotaknuti.